# Javier Jamaica
Pour les articles homonymes, voir Jamaica.
Jamaica  Mejía est un nom espagnol. Le premier nom de famille, en général paternel, est Jamaica ; le second, en général maternel, souvent omis, est Mejía.
Javier Jamaica, né le 2 mars 1996 à Bogotá, est un coureur cycliste colombien. Il est membre de l'équipe Medellín-Inder.

## Biographie
Javier Jamaica est originaire de Bogotá. Durant sa jeunesse, il joue d'abord au football,. Sa progression est cependant entravée par une déchirure du ligament croisé antérieur, alors qu'il est âgé de vingt ans. Il commence à se consacrer au cyclisme sur le tard, lors de sa rééducation. Dans le même temps, il s'inscrit à l'université nationale de Colombie, pour suivre des études d'ingénieur. Il roule alors à vélo avec des camarades de classe, qu'il bat régulièrement. Ses qualités physiques attirent l'attention d'un professeur de cyclisme, lui-même actif à l'université et dirigeant d'un club local, qui l'invite à se lancer dans la compétition.   
En 2020, il se distingue en remportant l'étape reine du Clásico RCN, face aux meilleurs cyclistes du pays. Il conclut cette même épreuve à la neuvième place du classement général. La même année, il se classe huitième de la dernière étape du Tour de Colombie. Il obtient également quelques victoires et diverses places d'honneur dans des courses par étapes colombiennes en 2021, grâce à ses qualités de grimpeur. Après ses performances, il intègre la formation Medellín-Inder, l'une des meilleures équipes du pays. Toujours actif au niveau national, il s'impose sur la Vuelta a Antioquia en 2022. Il finit par ailleurs quatrième du Tour de l'Équateur.
Lors de la saison 2023, Javier Jamaica gagne de nouvelles épreuves, en Colombie, mais aussi dans des compétitions sud-américaines inscrites au calendrier de l'UCI. Il prend notamment la cinquième place de son championnat national sur route. Sur la Clásica de Rionegro, il réalise un doublé avec son coéquipier Óscar Sevilla. En 2024, il termine troisième de la Vuelta al Tolima et de la Vuelta Bantrab, cinquième du Tour de Colombie ou encore douzième du Tour Colombia, au milieu de plusieurs coureurs du World Tour.

## Palmarès sur route

### Palmarès par année
- 2020
  - 6e étape du Clásico RCN
- 2021
  - 1re étape de la Vuelta a Cundinamarca (contre-la-montre)
  - Clásica Ciudad de Soacha :
    - Classement général
    - 1re étape (contre-la-montre)

  - 2e de la Vuelta a Cundinamarca
- 2022
  - Vuelta a Antioquia
- 2023
  - 3e étape de la Vuelta Bantrab
  - 2e et 3e étapes de la Vuelta al Sur
  - Vuelta a Catamarca :
    - Classement général
    - 3e étape

  - Gran Premio Chapín
  - 2e de la Clásica de Rionegro
- 2024
  - 5e étape du Tour du Venezuela
  - 9e étape du Tour du Guatemala (contre-la-montre)
  - 2e du Tour du Venezuela
  - 3e de la Vuelta al Tolima
  - 3e de la Vuelta Bantrab
- 2025
  - Vuelta al Tolima : 
    - Classement général
    - 3e étape

  - Vuelta al Valle del Cauca : 
    - Classement général
    - 3e étape

### Classements mondiaux
| Année                                 | 2023 | 2024 |
| ------------------------------------- | ---- | ---- |
| Classement mondial                    | 613e | 610e |
| UCI America Tour                      | 55e  | 59e  |
|                                       |      |      |
| Légende : nc = non classéSource : UCI |      |      |

## Palmarès sur piste

### Championnats nationaux
- Medellín 2024
  -  Médaillé d'or de la course aux points[4].
  -  Médaillé de bronze de la poursuite par équipes (avec Jordan Parra, Brandon Rojas, Juan Sebastián Dueñas et Freddy Ávila)[5].